# Atmashatkam
Atmashatkam (IAST: Ātmaṣaṭkam, sanskrit) aussi connu sous le terme sanskrit Nirvāṇaṣaṭkam est un poème en six strophes (śloka en sanskrit) composé par Ādi Śaṅkara (788 - 820?).